# Objecte proper a la Terra

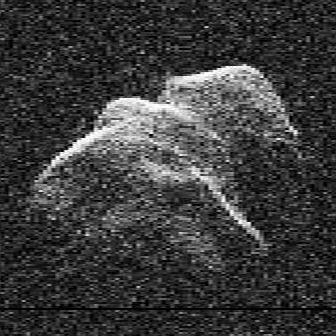
L'asteroide (4179) Toutatis és un objecte potecialment perillós que passà a 2,3 distàncies lunars

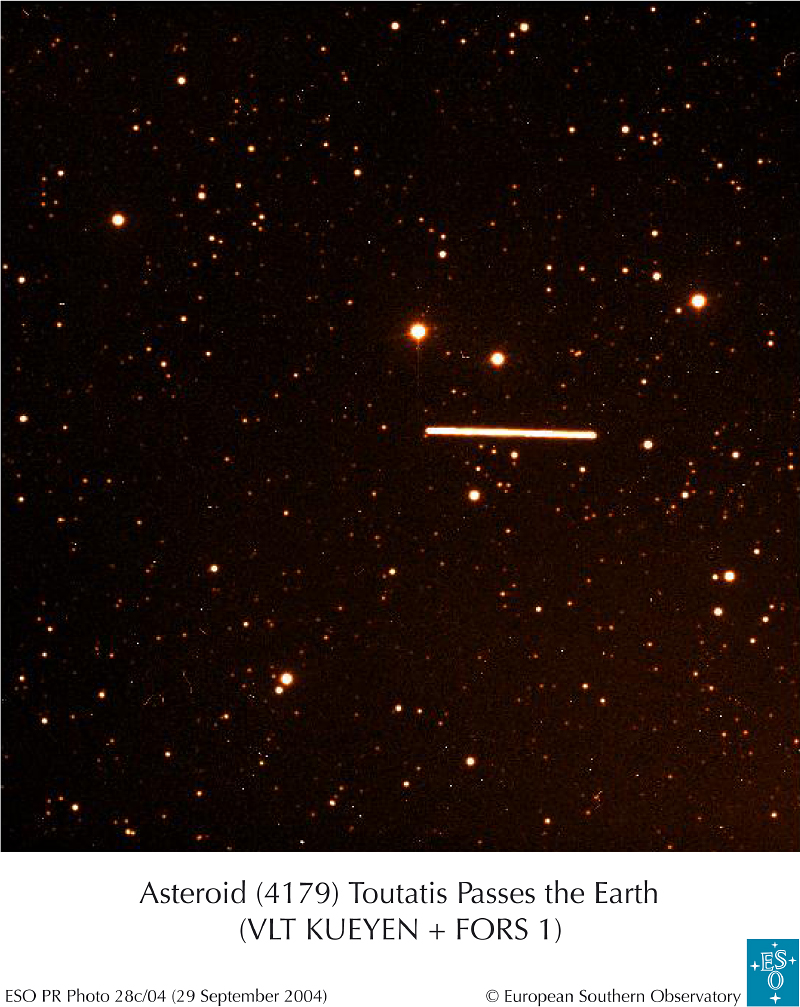
L'asteroide Toutatis vist des de l'observatori Paranal

Un objecte proper a la Terra, també conegut com a NEO (Near Earth Object), és un objecte del Sistema solar, l'òrbita del qual el porta molt a prop de la Terra. Tots els NEO tenen una distància a l'àpside menor d'1,3 ua. Hi trobem uns milers d'asteroides propers a la Terra (NEA Near Earth Astreroids), cometes propers a la Terra, naus espacials que orbiten el Sol, i meteoroides prou grans per a poder-los seguir a l'espai abans de la possible col·lisió amb la Terra. L'objecte 2020 SO en podria ser un exemple.
Se sap que les col·lisions han estat significatives en el passat en la història biològica i geològica del planeta. A partir de l'any 1980, els objectes propers a la Terra han rebut més atenció a causa del perill potencial que certs asteroides o cometes podrien suposar.
Els asteroides propers a la Terra NEA tenen òrbites entre els 0,983 i 1,3 uas del Sol. Quan es detecta un NEA es cataloga al Minor Planet Center de Harvard. Alguns d'aquests asteroides intersecten l'òrbita terrestre i suposen un perill de col·lisió i s'anomenen asteroides propers a la Terra. Els Estats Units i la Unió Europea, entre d'altres, estan analitzant el cel a la recerca de NEOs en un programa anomenat Spaceguard.
Als Estats Units, la NASA està catalogant tots els objectes propers a la Terra majors a un quilòmetre de diàmetre, ja que un impacte d'un objecte d'aquest tipus tindria efectes catastròfics. Fins al moment s'han detectat 982 objectes. Es va estimar en el 2006 que el 20% d'aquests objectes encara no s'havien trobat.
Dins dels objectes propers a la Terra s'han definit un grup d'objectes anomenats objectes potencialment perillosos (PHO Potentially hazardous object) i que poden suposar una amenaça en la seva aproximació a la Terra. La major part d'aquests objectes tenen una distància d'òrbita d'intersecció de 0,005 ua o menor i una magnitud absoluta de 22,0 o menor. Els objectes que no es poden acostar a menys de 0,005 ua o són menors de 150 metres de diàmetre no es tenen en consideració. El catàleg d'objectes propers a la Terra de la NASA inclou la distància d'aproximació d'asteroides i cometes mesurats en distància lunar, i aquesta ha esdevingut la unitat de mesura més utilitzada en aquests objectes.

## Escala de risc
Hi ha dues escales de classificació del perill de possibles impactes: 
- L'escala de Torí simple.
- L'escala de Palerm més complexa.

La freqüència de fons anual usada en l'escala de Palerm per impactes d'energia més gran d'E megatones s'estima en:
{\displaystyle f_{B}=0.03E^{-0.81}\;}
Per exemple, aquesta fórmula implica que el valor esperat del temps des d'ara fins al proper impacte més gran d'1 megatonne és de 33 anys, i que quan succeeix, hi ha un 50% de possibilitat que sigui major de 2,4 megatones. Aquesta fórmula només és vàlida en un cert rang d'E.
No obstant això, altres estudis troben una llei d'energia més baixa amb diferents constants:
{\displaystyle f_{B}=0.00737E^{-0.9}\;}
Aquesta fórmula dona unes ràtios considerablement més baixes per una determinada E. Per exemple, dona una ràtio de 10 megatones o més (semblant a l'explosió de Tunguska) per cada mil anys, més d'1 per cada 210 anys de la fórmula de Palerm. Tot i això, els autors donen una incertesa més gran (una vegada en 400 a 1800 anys per a 10 megatones), degut en part a les incerteses en determinar les energies dels impactes atmosfèrics que usaren en la seva determinació.

### Llista de perillositat
La NASA manté un web actualitzat dels objectes propers a la Terra que podrien suposar un perill significatiu en els pròxims 100 anys. És molt probable que tots o pràcticament tots els objectes desapareguin de la llista un cop es tinguin més dades i prediccions més acurades.

## Nombre i classificació d'objectes propers a la Terra
| Nom/Any            | (H)  |
| ------------------ | ---- |
| 2008 EJ1           | 15,8 |
| (243298) 2008 EN82 | 15,6 |
| 2009 NE            | 16,0 |
| 2009 UV18          | 16,0 |
| 2011 UL21          | 15,8 |
| 2012 SF51          | 15,5 |
| 2012 US136         | 15,7 |
| 2013 GJ35          | 15,7 |

La majoria dels objectes potencialment perillosos que orbiten el Sol es poden classificar com a meteoroides, asteroides o cometes, depenent de la mida i la seva composició. Els asteroides poden ser alhora membres d'una família d'asteroides, i els cometes poden deixar runes en les seves òrbites.
Els objectes propers a la Terra es classifiquen segons el tipus, mida i òrbita:
- Meteoroides propers a la Terra: objectes amb diàmetre menor a 50 metres;
- Cometes propers a la Terra, anomenats NEC per les sigles del seu nom en anglès Near Eath Comets, inclouen només els cometes de període orbital curt, inferior a 200 anys;
- Asteroides propers a la Terra, anomenats NEA per les sigles del seu nom en anglès Near Earth Asteroid, són la gran majoria dels NEO i es classifiquen en tres grups, segons la seva ràdio orbital mitjà, periheli i afeli.

Els NEC i NEA, la distància mínima d'intersecció orbital dels quals amb la terrestre és de 0,05 ua o menys i tenen una magnitud absoluta de 22,0 o superior, es denominen respectivament cometes potencialment perillosos o PHC, per les sigles del seu nom en anglès Potentially Hazardous Comets, i asteroides potencialment perillosos o PHA, per les sigles del seu nom en anglès Potentially Hazardous Asteroids.
A 19 de febrer de 2012 s'havien descobert 8.707 objectes propers a la Terra: 90 cometes propers a la Terra i 8.617 asteroides propers a la Terra, dels quals 668 són asteroides Aten, 3.256 són Amor, i 4.662 Apollo. Hi havien 1.287 classificats com a asteroides potencialment perillosos. A més, hi ha 396 NEAs amb risc d'impacte, dels quals la gran majoria tenen menys de 50 metres de diàmetre i cap es troba a la zona groga (escala de Torí 2), la qual cosa significa que no presenten interès especial per al públic en general.
A data de febrer de 2013, hi ha 430 NEAs en la pàgina de risc d'impacte Sentry a la web de la NASA. Una part significant d'aquests NEAs – 215 a data de maig de 2010 – són iguals o més petits que 50 metres en diàmetre i cap dels objectes llistats estan situats a la "zona groga" (2 en l'Escala de Torí), el que significa que no mereix atenció. El gener de 2013, únicament l'asteroide 2007 VK184 està al lloc 1 de la llista de l'Escala de Torí. La JPL Small-Body Database llista 1.518 asteroides propers a la Terra amb una magnitud absoluta (H) més feble que 25 (aproximadament 50 metres de diàmetre).
Els asteroides propers a la Terra menors ~ 1 metre són meteoroides i s'enumeren com asteroides en la majoria de les taules d'asteroides. El meteoroide proper a la Terra més petit conegut és el 2008 TS26 amb una magnitud absoluta de 33 i una mida estimada de només 1 metre.

### Asteroides propers a la Terra

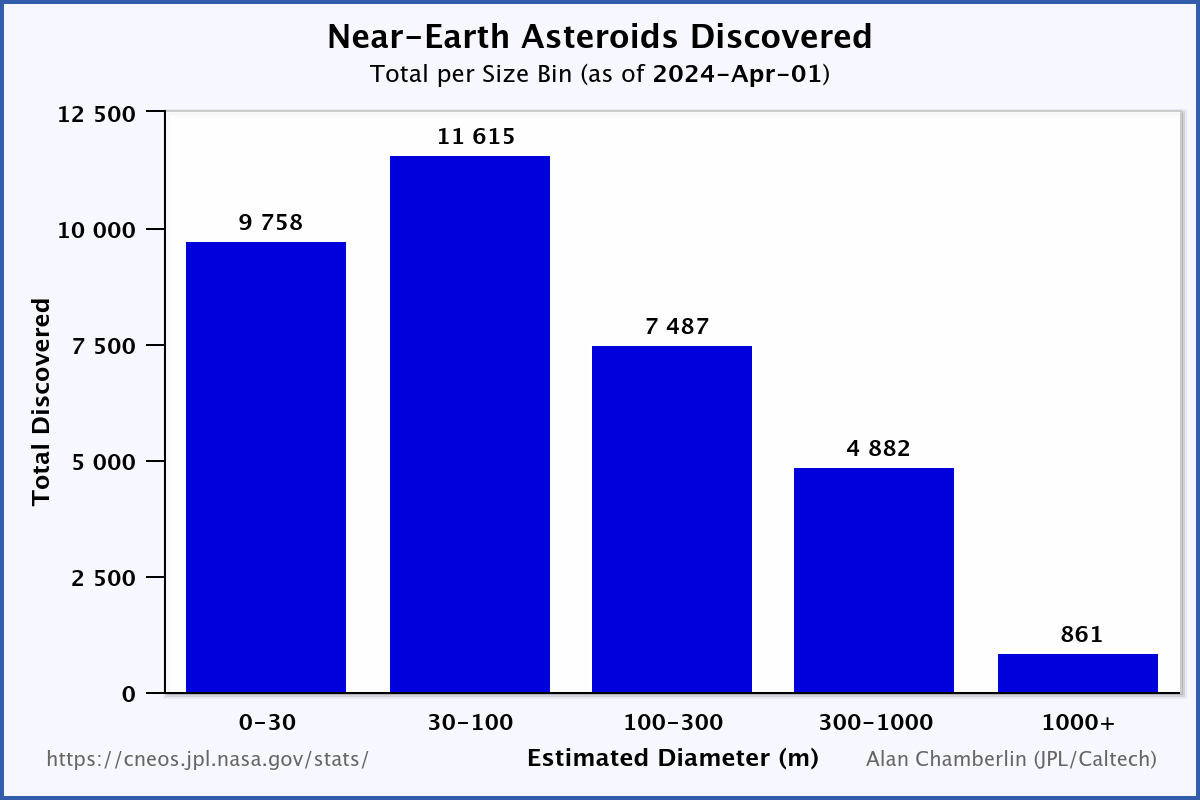
Asteroides propers a la Terra per mida.

Classificació dels asteroides propers a la Terra.

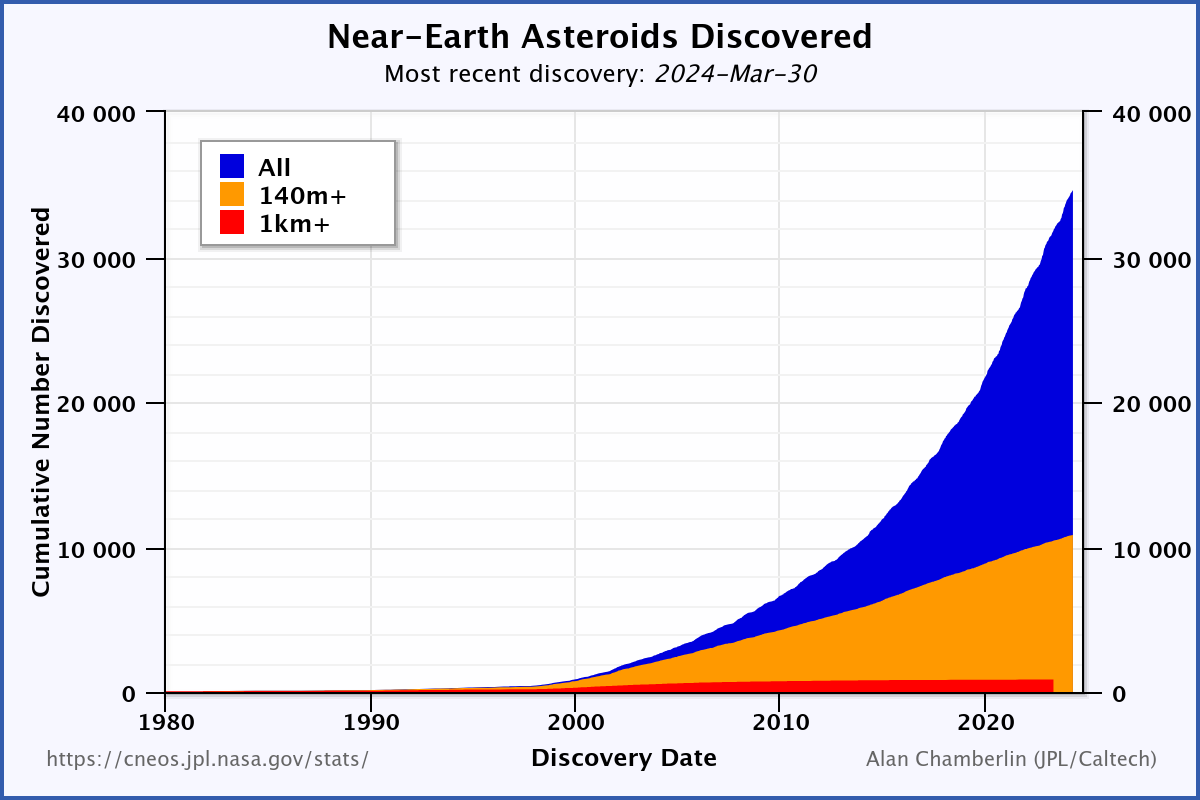
Descobriments acumulats dels asteroides propers a la Terra coneguts per mida, 1980–2013.

Els asteroides propers a la Terra, també coneguts com a NEA (Near Earth Asteroids), són els objectes en una òrbita propera a la Terra sense la cua o coma d'un cometa. A data de juny de 2013, hi ha descoberts 9.991 asteroides propers a la Terra, que van en grandària des d'1 metre fins ~32 quilòmetres ((1036) Ganymed). S'estima que el nombre d'asteroides propers a la Terra majors d'un quilòmetre de diàmetre ronden al voltant d'uns 981. La composició dels asteroides propers a la Terra és comparable a la dels asteroides del cinturó d'asteroides, reflectint una varietat de tipus espectrals.
Els NEA sobreviuen en les seves òrbites durant uns pocs milions d'anys. Amb el temps són eliminats per pertorbacions planetàries, causant l'ejecció del Sistema Solar o una col·lisió amb el Sol o un planeta. Amb la curta vida orbital en comparació amb l'edat del Sistema Solar, els nous asteroides s'han de moure constantment en òrbites properes a la Terra per analitzar els asteroides observats. L'origen consensuat d'aquests asteroides és que els asteroides del cinturó es mouen en el Sistema Solar interior a través de les ressonàncies orbitals amb Júpiter. La interacció amb Júpiter a través de la ressonància pertorba l'òrbita de l'asteroide i entra en el Sistema Solar interior. El cinturó d'asteroides té llacunes, conegudes com els buits de Kirkwood, on es produeixen aquestes ressonàncies, ja que els asteroides d'aquestes ressonàncies s'han traslladat a altres òrbites. Els nous asteroides es migren a aquestes ressonàncies, a causa de l'efecte Yarkovsky que proporciona un subministrament continu dels asteroides propers a la Terra.
Un petit nombre de NEO són cometes extints que han perdut als seus materials de superfície volàtils, tot i tenir una cua feble o intermitent similar als cometes no es tradueix necessàriament en una classificació com un cometa proper a la Terra, delimitant els seus límits com difosos. La resta dels asteroides propers a la Terra són expulsats del cinturó d'asteroides per interaccions gravitacionals amb Júpiter.
Els asteroides propers a la Terra es divideixen en grups en funció del seu semieix major (a), distància de periheli (q), i distància d'afeli (Q):
- Els asteroides Atiras o Apohelis tenen òrbites estrictament a l'interior de l'òrbita terrestre: la distància d'afeli (Q) d'un asteroide Atira és més petit que la distància de periheli de la Terra (0,983 ua). Que això és, Q < 0,983 ua. (Això implica que el semieix major de l'asteroide està a menys de 0,983 ua.)
- Els Atons tenen un semieix major de menys d'1 ua i travessen l'òrbita de la Terra. Matemàticament, un < 1.0 ua i Q > 0,983 ua.
- Els Apol·los tenen un semieix major de menys d'1 ua i travessen l'òrbita de la Terra. Matemàticament, un > 1.0 ua i q < 1,017 ua. (1,017 ua és la distància afeli de la Terra.)
- Els Amors tenen òrbites estrictament fora de l'òrbita de la Terra: la distància de periheli (q) d'un asteroide Amor és major que la distància d'afeli de la Terra (1,017 ua). Els asteroides Amor també són objectes propers a la Terra, ja que q < 1,3 ua. En resum, 1,017 ua < q < 1,3 ua. (Això implica que el semieix major (a) de l'asteroide també és més gran que 1,017 ua.) Algunes òrbites d'asteroides Amor travessen l'òrbita de Mart.

(Nota: Alguns autors defineixen diferent el grup Atons: els defineixen en tots amb un semieix major de menys d'1 ua. És a dir, que consideren que els Atiras formin part dels Atons. Històricament, fins al 1998, no es coneixia ni se sospitava dels Atiras, pel que la distinció no era necessària.)
Com que els Atens i tots els Apol·los tenen òrbites que travessen l'òrbita de la Terra, podrien impactar amb la Terra. La majoria no encreuen l'òrbita de la Terra i no hi ha amenaces d'impacte immediat, però les seves òrbites poden canviar per esdevenir òrbites que creuen la Terra en el futur.

### Cometes propers a la Terra
A data de febrer de 2013, s'havien detectat 93 cometes propers a la Terra. Encara que cap impacte d'un cometa de la història de la Terra ha estat confirmat concloentment, l'incident de Tunguska pot haver estat causat per un fragment del Cometa Encke. La fragmentació de cometes també pot ser responsable d'alguns dels impactes d'objectes propers a la Terra. És estrany que un cometa passi dins de 0,1 ua (15.000.000 km) de la Terra.
Aquests objectes propers a la Terra probablement es deriven del cinturó de Kuiper, més enllà de l'òrbita de Neptú.

## Impactes històrics

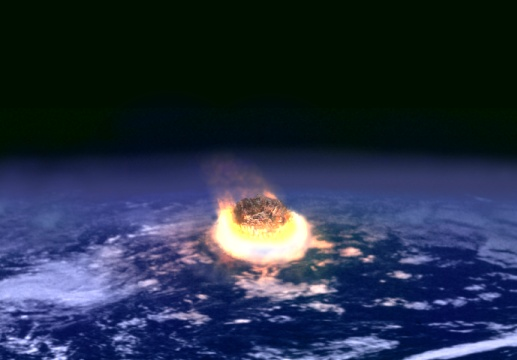
Il·lustració de l'impacte d'un asteroide de pocs quilòmetres de llargada. Un impacte d'aquestes característiques succeiria cada 100 milions d'anys

L'acceptació de la hipòtesi d'Alvarez, que explica l'extinció del Cretaci-Paleogen a conseqüència d'un impacte astronòmic, posà de manifest la possibilitat de futurs impactes amb objectes que travessessin l'òrbita terrestre.

### Esdeveniment de Tunguska de 1908
Es creu que el 30 de juny de 1908 un meteorit explotà sobre la regió de Tunguska amb una energia de 10 megatones de TNT. L'explosió es produí a uns 8,5 quilòmetres d'alçada. S'ha estimat que l'obejcte que causà l'explosió podria haver tingut un diàmetre d'entre 45–70 metres.

### Incident Vela de 1979
El 22 de setembre de 1979 es produí un incident en la confluència dels oceans Atlàntic sud i l'Índic. Actualment es creu que fou una prova nuclear, tot i que inicialment es pensà en l'impacte d'un objecte extraterrestre. L'esdeveniment fou identificat pel satèl·lit de defensa nord-americà Vela. L'alarma provocada desencadenà nombroses investigacions per part de deferents organitzacions que no pogueren determinar si l'explosió fou d'origen nuclear o no.

### Esdeveniment de la Mediterrània Oriental de 2002
El 6 de juny de 2002 un objecte amb un diàmetre estimat de 10 metres col·lidí amb la Terra. La col·lisió succeí sobre el mar Mediterrani, entre Grècia i Líbia, a aproximadament 34°N 21°E. L'objecte explotà a l'aire. L'energia alliberada fou estimada en 26 quilotones de TNT, comparable a una arma nuclear petita.

### Esdeveniment de Sudan de 2008
El 6 d'octubre de 2008, els científics calcularen que un petit asteroide proper a la Terra, el 2008 TC₃, albirat aquella mateixa nit, podria col·lidir amb la Terra el 7 d'octubre sobre Sudan a les 0246 UTC, 5:46 hora local. L'asteroide impactà tal com estava previst. Aquesta fou la primera vegada que es produïa l'impacte d'un asteroide predit acuradament. Això no obstant, no s'ha publicat cap informe sobre el fet degut a l'escassa població del lloc de l'impacte.

### Esdeveniment d'Indonèsia de 2009
Un gran bola de foc s'observà al cel prop de Boni a Indonèsia el 8 d'octubre de 2009: Es pensa que fou causat per un asteroide d'aproximadament 10 metres de diàmetre. L'energia estimada que s'alliberà fou d'unes 50 quilotones de TNT, o aproximadament dues vegades la bomba atòmica de Nagasaki. No hi ha constància de ferits.

## Impactes futurs

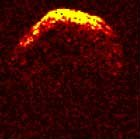
Imatge de radar de l'asteroide 1950 DA.

Tot i que amb algunes falses alarmes, s'han assenyalat alguns objectes que podrien suposar una amenaça contra la Terra en un futur. L'asteroide (89959) 2002 NT7 fou el primer que assolí una ràtio positiva a l'escala de Palerm, amb un impacte potencial d'aproximadament 1 entre un milió, l'1 de febrer del 2019. Actualment se sap que passarà prop de la Terra a 0,4078 ua el 13 de gener de 2019 sense perill.
L'asteroide (29075) 1950 DA es perdé després del seu descobriment el 1950 sense haver-se pogut traçar la seva òrbita, fou redescobert el 31 de desembre de 2000. La possibilitat d'impacte és, d'aproximadament, 1 entre 300 el 16 de març de 2880. La possibilitat d'impacte per un objecte tan gran és, aproximadament, un 50% més gran que per a tots els altres objectes combinats entre ara i el 2880. El seu diàmetre és d'aproximadament un quilòmetre.
Tan sols els asteroides 99942 Apophis (amb la designació provisional 2004 MN4) i (144898) 2004 VD17 han tingut de manera breu unes ràtios per sobre del normal a l'escala de Torí.

## Projectes per minimitzar els riscos

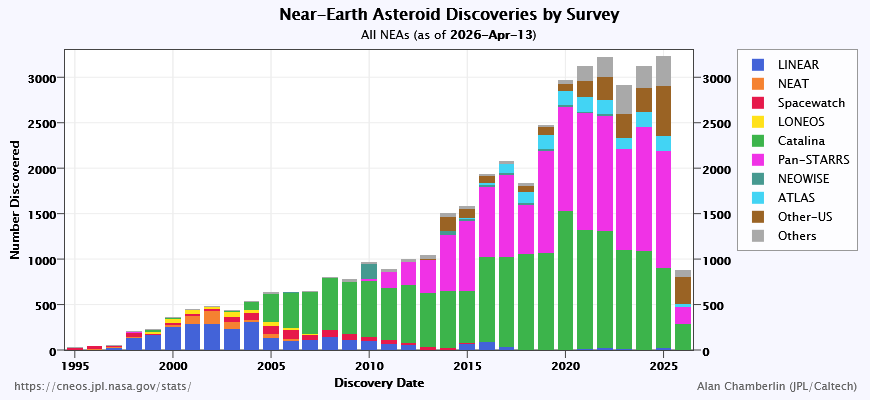
Nombre de NEOs detectats per diferents projectes.

S'han engegat diferents investigacions sota el terme paraigua Spaceguard, que inclouen Lincoln Near-Earth Asteroid Research (LINEAR), Spacewatch, Near-Earth Asteroid Tracking (NEAT), Lowell Observatory Near-Earth-Object Search (LONEOS), Catalina Sky Survey, Campo Imperatore Near-Earth Objects Survey (CINEOS), Japanese Spaceguard Association, i Asiago-DLR Asteroid Survey. El 1998, el congrés dels Estats Units ordenà la creació de la investigació Spaceguard – que el 2008 havia detectat el 90% dels asteroides propers a la Terra de més d'un quilòmetre de diàmetres (que podrien causar una devastació total).